# Новооленовка (Запорожский район)
Новооленовка (укр. Новооленівка) — село,
Новоалександровский сельский совет,
Запорожский район,
Запорожская область,
Украина.
Код КОАТУУ — 2322187902. Население по переписи 2001 года составляло 87 человек.

## Географическое положение
Село Новооленовка находится на расстоянии в 0,5 км от села Новоалександровка.
Рядом проходит автомобильная дорога Т-0803.

## История
- 1879 год — дата основания.